# A.O.T. 2
A.O.T. 2 (進撃の巨人 2?, Shingeki no kyojin 2), pubblicato nel Nord America come Attack on Titan 2, è un videogioco d'azione di genere hack and slash basato sul manga e anime L'attacco dei giganti di Hajime Isayama. Il videogioco è stato pubblicato nel 2018 per Nintendo Switch, PlayStation 4, PlayStation Vita, Xbox One e Microsoft Windows.

## Trama
Il gioco ripercorre la trama dei primi 50 capitoli di Attack on Titan (corrispondenti alla prima e alla seconda stagione dell'anime dell'Attacco dei giganti), permettendo al giocatore di creare un personaggio originale e interagire con quelli canonici.
L'ultima missione del gioco ha tuttavia un finale originale non canonico.
Il DLC "The Final Battle" copre gli eventi corrispondenti ai capitoli da 51 a 90 del manga (ovvero la terza stagione dell'anime).

## Modalità di gioco
La schermata principale propone al giocatore una vasta scelta di modalità di gioco tra cui:
- Modalità Storia: Attack on Titan 2 offre una Modalità Storia longeva che permette al giocatore di rivivere gli eventi della seconda stagione dell'anime, ma anche quelli della prima già presente nel videogioco precedente, A.O.T.: Wings of Freedom. Il gioco permette di creare un personaggio personalizzabile e di vivere la tormentata storia del fumetto attraverso il suo punto di vista.  Dopo la creazione del personaggio, o alter-ego, modificando aspetto, abbigliamento e genere, Attack on Titan 2 pone il giocatore davanti a una delle più interessanti novità della modalità Storia, la cosiddetta Vita quotidiana. Essa consiste nella possibilità di esplorare varie ambientazioni sbloccabili solo con l'avanzare della storia e di scoprire nuovi negozi di ogni genere, passando da quelli di nuove armi o equipaggiamenti ad altri per l'acquisto di materiali al fine di potenziare l'arsenale di combattimento; ma soprattutto il giocatore potrà iniziare una conversazione con i personaggi originali, con lo scopo di far progredire il suo livello amicizia, ricompensato con lo sblocco di nuove abilità fondamentali durante i combattimenti contro i giganti. Ciò sblocca delle piccole cutscene che offrono informazioni sul personaggio col quale si interagisce.
- Modalità riconquista territori: Aggiunta con il DLC The Final Battle è una modalità che permette al giocatore di andare alla riconquista di territori, esterni alle mura, invasi dai giganti. Progredendo nelle missioni, il gioco sbloccherà mano a mano tutti i personaggi della saga animata, con i quali il giocatore potrà avventurarsi in solitaria o in compagnia di altri giocatori, grazie al Multiplayer online.
- Modalità Alternativa: Questa modalità online catapulta l'utente in un piccolo campo di addestramento dove potrà incontrare vari NPC necessari per migliorare l'equipaggiamento del personaggio. Lo scopo di questa modalità è quello di riproporre le missioni ricognitive affrontabili in compagnia degli amici o anche di perfetti sconosciuti. Un massimo di quattro giocatori può unire le forze per portare a termine degli incarichi speciali e ricevere come ricompensa materiali particolarmente rari, indispensabili per la creazione degli equipaggiamenti più ambiti.  Un'aggiunta importante è la possibilità di rivivere le missioni della Storia in compagnia, grazie alla nuova funzione chiamata SOS con la quale i giocatori vengono inseriti in sessioni in corso troppo ostiche per l'utente che ha richiesto aiuto, al fine di completarle per raggiungere il grado massimo e ottenere le migliori ricompense. Oltre le caratteristiche precedentemente descritte, il gioco offre in alternativa una modalità  PvP con l'inserimento di due nuove modalità: 
  1. Annientamento: Due squadre di quattro elementi ciascuna si affrontano in uno scontro con tempo limite, in cui i punti che vengono determinati dalla quantità e dalla qualità delle uccisioni dei giganti, dall'eliminazione delle parti del corpo e dal grado di forza del nemico. I giocatori avranno la possibilità di utilizzare oggetti non presenti nelle missioni principali allo scopo di ostacolare la squadra avversaria. Esempi di essi sono lo scudo, dei proiettili che distruggono le basi nemiche oppure colpi stordenti che bloccano il team avversario per qualche secondo.
  2. Predatore: Rimanendo sempre nell'ambito della competizione tra giocatori, questa modalità offre la possibilità di impersonificare un gigante (ognuno con diverse abilità) e seminare caos negli scenari alla ricerca di umani da divorare. Basato su una classifica a punti, ottenuti attraverso l'uccisione della popolazione o degli altri titani, ci saranno anche ostacoli esterni a complicare il raggiungimento della vittoria. Il più temibile è il capitano Levi, che di tanto in tanto interverrà personalmente per uccidere il giocatore in vantaggio. Una volta nel mirino del cacciatore, il giocatore potrà attendere l'inesorabile morte promessa entro trenta secondi dall'incontro, oppure cercare di sviare l'attenzione del soldato attaccando un altro Gigante e condannarlo a perdere i propri punti.
- Modalità Episodio Personaggio: Aggiunta con il DLC The Final Battle, questa modalità permette di continuare la storia principale partendo dagli eventi della terza stagione così da completare il quadro narrativo della serie animata. A differenza della Modalità Storia, le battaglie verranno affrontate attraverso l'utilizzo dei personaggi principali, ognuno con proprie caratteristiche e abilità, non modificabili o migliorabili durante il corso delle missioni.

## Sistema di combattimento
Attack on Titan 2 mette nelle mani dei giocatori il Meccanismo di Manovra Tridimensionale, equipaggiamento indispensabile per combattere i giganti. Esso è formato da quattro parti:
- Impugnature;
- Rampini uncinanti sparati tramite pistone: grazie a essi il giocatore sarà in grado di aggrapparsi alle pareti delle ambientazioni per trovare la migliore posizione per colpire i giganti;
- Meccanismo alimentato a gas: fornisce una spinta notevole per recare più danno ai nemici o per muoversi più velocemente nella mappa;
- Propulsore di Filo di Ferro con Lame collegate: l'arma principale nel gioco;

Nel DLC "The Final Battle", pubblicato un anno dopo l'uscita del videogioco, vengono proposte migliorie al sistema di combattimento già presente e viene aggiunto un nuovo equipaggiamento.
Lo "Shooting Gear". La sostituzione delle lame con le pistole consente attacchi a lungo raggio insieme a una gran varietà di munizioni che permettono diversi tipi di danni, per esempio i proiettili incendiari o esplosivi. Inoltre sono disponibili due attacchi che aumentano i danni inflitti ai nemici:
- "Thunder Spear": infligge in rapida successione danni esplosivi ai giganti;
- "Gatling Guns": scaricano proiettili che eliminano ogni parte del corpo dei nemici;

I giocatori hanno la possibilità di passare velocemente tra i due equipaggiamenti attraverso le basi di rifornimento sul campo, a seconda della strategia che si vuole attuare o per la situazione estrema in cui essi si trovano.

## Ambientazioni di gioco
Attack on Titan 2 riproduce fedelmente gli scenari e i luoghi che si trovano nel manga e nella serie anime di successo, questo comporta un'immersione totale per il giocatore che si ritroverà ad affrontare le missioni in luoghi a lui già conosciuti. Di seguito alcune delle ambientazioni presenti:
- Wall Maria: il muro più esterno;
- Wall Rose: il muro intermedio;
- Wall Sina: il muro più interno, adibito alla protezione dei nobili e del re;
- Distretto di Shiganshina: all'interno del Wall Maria, dove ha l'inizio la storia;
- Distretto di Trost: all'interno del Wall Rose;
- Territori esterni alle mura: vaste praterie dove il Corpo di Ricerca, capitanato dal comandante Erwin, si avventura per scoprire nuove informazioni sui giganti;
- Foresta degli Alberi Giganti;

## Sviluppo
Lo sviluppo del gioco è iniziato poco dopo il completamento del primo titolo. In un'intervista con Polygon, il produttore Hisashi Koinuma e il CEO di Omega Force Hideo Suzuki hanno affermato che l'obiettivo principale era rendere l'IA più intelligente e rendere il gioco più difficile rispetto al precedente. Hanno anche lavorato a stretto contatto con l'editore del manga Kōdansha e l'autore Hajime Isayama, al fine di creare di elementi aggiuntivi rispetto alla storia. Inizialmente il cast vocale inglese avrebbe dovuto registrare i dialoghi, ma ciò non è avvenuto a causa dei limiti di tempo, come era avvenuto per il titolo precedente. Una demo del gioco è stata distribuita in Giappone il 26 aprile 2019 e in tutto il mondo il 7 maggio 2019 ed è stata resa disponibile fino al 31 luglio 2019.
Un DLC è stato messo in commercio il 4 luglio 2019 in Giappone e il 5 luglio 2019 in Nord America ed Europa.

## Accoglienza
| Testata                             | Versione | Giudizio |
| ----------------------------------- | -------- | -------- |
| Metacritic (media al 4 agosto 2021) | PC       | 78/100   |
| Metacritic (media al 4 agosto 2021) | PS4      | 75/100   |
| Metacritic (media al 4 agosto 2021) | XONE     | 74/100   |
| Metacritic (media al 4 agosto 2021) | Switch   | 72/100   |
| GameSpot                            | -        | 8/10     |
| IGN                                 | -        | 7/10     |
| Multiplayer.it                      | PS4      | 7/10     |
| Everyeye.it                         | -        | 8.6/10   |
| Spaziogames.it                      | PS4      | 8.0/10   |

A.O.T 2 ha venduto 28 480 copie su PlayStation 4 nella sua prima settimana in vendita in Giappone, posizionandosi al terzo posto nella classifica delle vendite di tutti i formati. La versione per Nintendo Switch ha venduto 22 941 copie nella stessa settimana, mentre la versione per PlayStation Vita ha venduto 15 621 copie.
Il gioco ha ricevuto una nomination alla National Academy of Video Game Trade Reviewers Awards.
Le vendite generali del gioco non sono andate oltre le 520.000 unità, numero molto sotto le aspettative. Lo stesso è successo alle vendite della sua espansione, venduta come pacchetto completo o come componente aggiuntivo per chi avesse già il gioco base, che sono arrivate intorno alle 220.000 unità.